# Bléquin
 Bléquin (niederländisch Belken) ist eine französische Gemeinde mit 485 Einwohnern (Stand 1. Januar 2022) im Département Pas-de-Calais in der Region Hauts-de-France. Sie gehört zum Arrondissement Saint-Omer und zum Kanton Lumbres.
Die Gemeinde Bléquin liegt am gleichnamigen Fluss Bléquin im Regionalen Naturpark Caps et Marais d’Opale, 28 Kilometer ostsüdöstlich von Boulogne-sur-Mer. Nachbargemeinden von Bléquin sind Seninghem im Norden, Nielles-lès-Bléquin (niederländisch Nieles) im Osten, Ledinghem (Ledingem) im Süden, Senlecques (Senleke) im Südwesten und Lottinghen (Lostingen) im Westen.

## Bevölkerungsentwicklung
| Jahr      | 1962 | 1968 | 1975 | 1982 | 1990 | 1999 | 2006 | 2015 | 2022 |
| Einwohner | 429  | 471  | 395  | 363  | 368  | 339  | 338  | 510  | 485  |

## Sehenswürdigkeiten

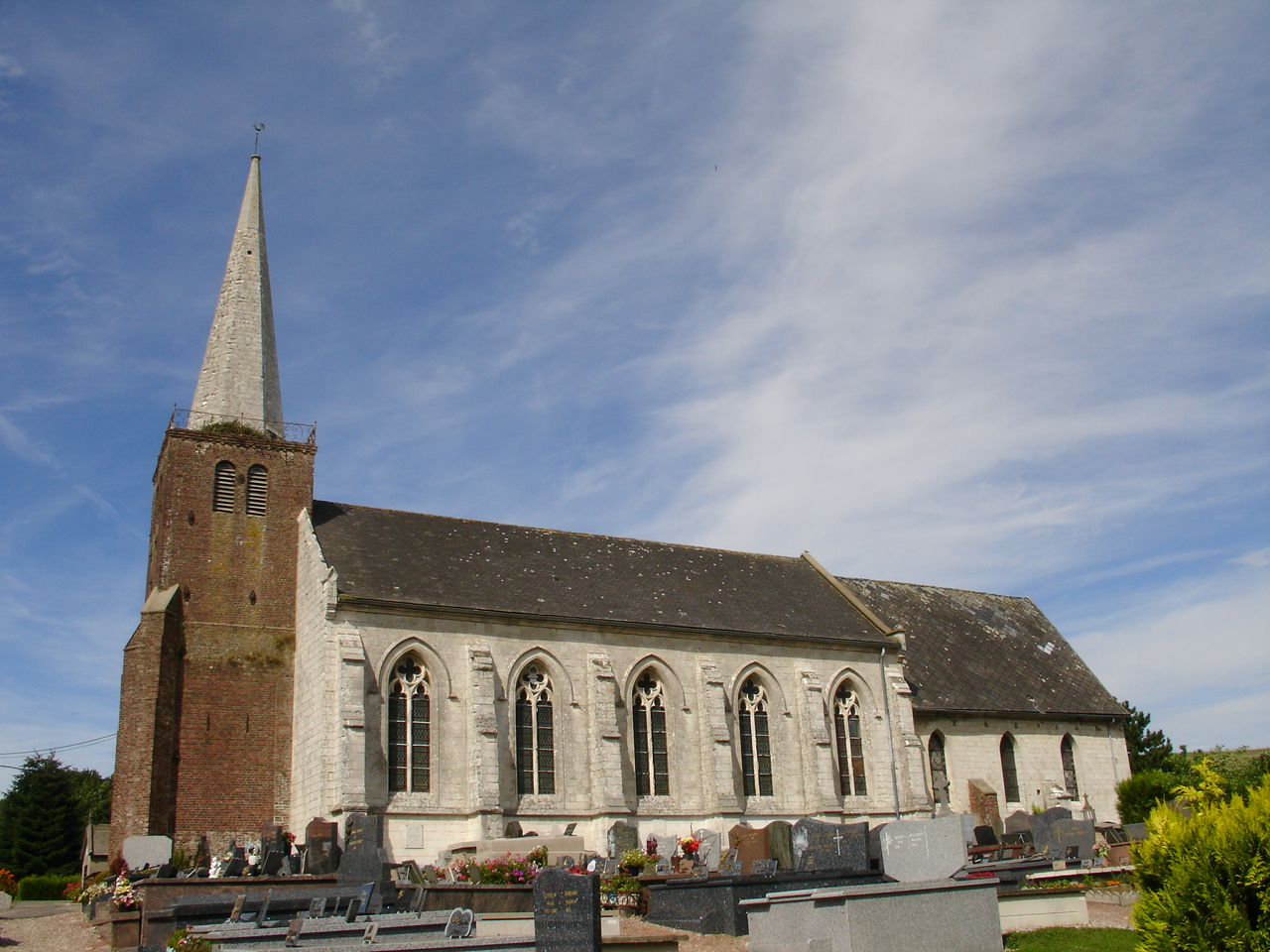
Kirche Saint-Omer

- Kirche Saiont-Omer